# Kanal Svete Lucije
Kanal Svete Lucije je tjesnac u Karibima koji razdvaja francuski otok Martinik na sjeveru i Svetu Luciju na jugu. To je put između Karipskog mora i Atlantskog oceana.
U kanalu se nalazi poznati otok Dijamantna stijena.

## Povijest
Dana 17. kolovoza 2007. uragan Dean prešao je kanal kao oluja 2. kategorije.